# Wolverine (videojuego)
Wolverine es un videojuego de acción desarrollado por  Software Creations y publicado por LJN para NES, y fue lanzado en Norteamérica en 1991. Es un juego con licencia basado en superhéroe del mismo nombre de Marvel Comics, así como en X-Men.

## Historia
Wolverine ha sido capturado por sus viejos enemigos Magneto y Sabretooth. Varado en una isla desierta, Wolverine debe sobrevivir a enemigos mortales y trampas, y concluye con una batalla con Magneto y Sabretooth.

## Jugabilidad
El jugador controla a Wolverine, que ha sido encarcelado en una vasta isla, a través de varias etapas, en una batalla final contra mutantes malvados Magneto y Sabretooth. Junto con los íconos para restaurar la salud o para ganar vidas extra, se pueden ubicar íconos especiales para permitir otros personajes de X-Men, como Jubilee, Havok y Psylocke para ofrecer consejos o ayuda temporal.
Los movimientos básicos de Wolverine son saltar, agacharse, golpear y patear. Puede sacar sus legendarias y poderosas garras con solo presionar el botón "Seleccionar", pero cada vez que se usan las garras, su energía se agota. La energía se recupera al consumir alimentos y bebidas, como hamburguesas y refrescos s. Si el jugador mata a suficientes personajes menores, Wolverine cambiará temporalmente al modo "Berzerker".
A diferencia de muchos otros juegos de NES, donde el personaje del jugador recibe un período de gracia de invulnerabilidad después de sufrir daños, la energía de Wolverine simplemente se agota mientras esté en contacto con un enemigo o peligro. Otra diferencia es que al final de un nivel, a excepción de los dos últimos, no hay ningún jefe al que derrotar.

## Recepción
En una retrospectiva de los videojuegos con Wolverine, IGN se burló del juego de NES por no ser fiel a los cómics y por su alto nivel de dificultad.